# 山田茂 (実業家)
山田 茂（やまだ しげる、1965年11月7日 - ）は、日本の実業家。コスモエネルギーホールディングス代表取締役社長。山形県鶴岡市出身。

## 経歴
成城大学経済学部卒業後の1988年4月コスモ石油入社。コスモ石油では主に供給部門を担当し、2015年6月に供給部長となる。
2018年4月にコスモ石油の持株会社体制移行に伴い2015年に設立されたコスモエネルギーホールディングスの執行役員経営企画部長となり、洋上風力発電などの大規模プロジェクトへの投資や新規事業に携わる。 2020年4月に常務執行役員となり、同年6月に取締役に就任。
2023年4月より前任の桐山浩（代表取締役会長に就任）に代わり代表取締役社長となる。

## 人物
1986年の大協石油・丸善石油・コスモ石油（初代、精製コスモ）の合併によるコスモ石油（2代、現法人）誕生以降に入社した人物が社長に就任するのは山田が初めてとなる。
前任の桐山は山田を次期社長に選んだ理由といて、「能力や人間性、リーダーシップにたけており、リーダーにもっとも必要な明るい性格ももちあわせているため」としている。
座右の銘は曽国藩の「四耐四不訣」（したいしふけつ）。
旧村上ファンド代表・村上世彰の関係者による株式取得を巡る問題が渦巻く中での社長就任となり、社長として初めて迎えた2023年6月の定時株主総会では旧村上ファンド側が買収防衛策の発動や山田の取締役再任への反対を一般株主に求めると共に村上と密接な関係にある人物の社外取締役就任の株主提案を求めていたが、最終的に買収防衛策の発動および山田の取締役再任は可決され、旧村上ファンド側の株主提案は否決された。